# باشگاه فوتبال سویا
باشگاه فوتبال سویا (به اسپانیایی: Sevilla Fútbol Club S.A.D) یا به اختصار سویا، اولین و قدیمی‌ترین باشگاه فوتبال کشور اسپانیا است که در سویا، پایتخت و بزرگ‌ترین شهر ایالت خودمختار آندلس واقع شده‌است. سویا از بزرگ‌ترین و مشهورترین باشگاه‌هایی است که در لیگ سطح اول فوتبال اسپانیا موسوم به لالیگا بازی می‌کند. باشگاه فوتبال سویا در ۲۵ ژانویه سال ۱۸۹۰ میلادی توسط فردی اسکاتلندی تاسیس شد. سویا موفق‌ترین و بزرگ‌ترین باشگاه فوتبال جنوب اسپانیا و ایالت آندلس می‌باشد که ۱ قهرمانی و ۴ نایب قهرمانی در لالیگا، ۵ قهرمانی و ۴ نایب قهرمانی در جام حذفی فوتبال اسپانیا موسوم به کوپا دل ری و همچنین ۱ قهرمانی و ۳ نایب قهرمانی در سوپرجام اسپانیا را در کارنامه خود دارد. سویا در سطح بین‌المللی نیز موفق عمل کرده‌ و تاکنون توانسته‌است ۷ قهرمانی در لیگ اروپا (جام یوفا)، ۱ قهرمانی و ۶ نایب قهرمانی در سوپرجام اروپا و ۲ قهرمانی و ۱ نایب قهرمانی در سوپرجام یورو آمریکانا به دست بیاورد. همچنین این باشگاه طی دو سال متوالی به عنوان بهترین باشگاه فوتبال سال از دید فدراسیون بین‌المللی تاریخ و آمار فوتبال انتخاب شد که اولین باشگاهی بود که توانست این افتخار را کسب نماید. از القاب این باشگاه می‌توان به روخی بلانکوس، لوس پالانگاناس، نِرویونِنسِس، بزرگان آندلس، لوس تایگرس و پادشاهان جنوب اشاره کرد. این باشگاه جزو پر افتخار ترین باشگاه های اسپانیا محسوب میشود و رکورددار قهرمانی در ليگ اروپا(جام یوفا)است

## تاریخچه
بازی فوتبال در اواخر قرن ۱۹ میلادی و به واسطهٔ شرکت‌های بریتانیایی به شهر سویل راه یافت و مهندسان و کارگران بریتانیایی در اوقات فراغت به فوتبال بازی کردن می‌پرداختند. باشگاه فوتبال سویا در ۲۵ ژانویه ۱۸۹۰ میلادی، در یک شب جشن تولد به دست عده‌ای از جوانان بریتانیایی که عمدتاً اسکاتلندی بودند به همراه تعدادی جوان اسپانیایی تأسیس گردید. یک نشریه معتبر بریتانیایی به نام دندی کوریر در مقاله‌ای در شماره روز ۱۷ مارس ۱۸۹۰ خود، مدارک تأسیس باشگاه سویا و چگونگی تأسیس آن را به چاپ رساند. پاراگراف زیر بخشی از آن مقاله است:
«حدود ۶ هفته پیش، گروهی از جوانان مشتاق بریتانیایی در یک کافه با یکدیگر دیدار کردند. هدف از این دیدار ایجاد یک اتحادیه (باشگاه) ورزشی بود. پس از گفتگوهای بسیار، باشگاه فوتبال سویا تأسیس شد و انتخاباتی به منظور تعیین رئیس باشگاه برگزار شد. در این جلسه مقرر شد که ورزش فوتبال فقط در چارچوب قوانین رسمی آن برگزار شود. نیمی از این جوانان بریتانیایی و نیمی دیگر اسپانیایی بودند.»
نخستین رئیس باشگاه سویا، ادوارد فراکُهرسن جانستن(۱۸۵۴، اسکاتلند) نایب رئیس کنسولگری بریتانیا در سویا بود. یک جوان بریتانیایی دیگر به نام هیو مک کال(۱۸۶۱، اسکاتلند) که مهندس کشتی سازی بود نیز نخستین کاپیتان باشگاه فوتبال سویا بود. یکی از دوستان مک کال به نام آیزا وایت جونیور نیز نخستین منشی و دبیر باشگاه بود. در حالی که اعضای باشگاه سویا، جشنی را به مناسبت تأسیس باشگاه بر پا کرده بودند، آیزا وایت نامه‌ای را برای باشگاه رکرتیوو اوئلوا که تا آن زمان تیم فوتبال نداشت و صرفاً یک باشگاه ورزشی بود ارسال نمود و در آن نامه از آنان برای انجام یک مسابقه رسمی فوتبال در سویا دعوت به عمل آورد. متن آن نامه در روزنامه اسپانیایی لاپرووینسیا منتشر گشت. باشگاه رکرتیوو اوئلوا این دعوت را پذیرفت و نخستین مسابقه رسمی فوتبال اسپانیا در ۸ مارس ۱۸۹۰ در سویا برگزار شد. سویا با نتیجه ۲ _ ۰ در آن بازی تاریخی پیروز شد و نخستین گل رسمی در تاریخ فوتبال اسپانیا نیز توسط ریتسون، بازیکن سویا به ثمر رسید.

در سال ۱۹۱۲ نخستین جام شهر سویا برگزار شد و باشگاه فوتبال سویا قهرمان آن جام شد. از سال ۱۹۱۷ نیز کوپا آندلسیا برگزار می‌شد که در طی دوره برگزاری آن، باشگاه سویا ۱۷ بار موفق شد که قهرمان شود. در سال ۱۹۱۸ باشگاه سویا برای نخستین بار در جام حذفی اسپانیا که در آن زمان جام اسپانیا شناخته می‌شد، شرکت نمود و نخستین باشگاه آندلسی بود که توانست به دور نهایی این رقابت‌ها راه پیدا کند. در سال ۱۹۲۸ که لیگ سراسری فوتبال اسپانیا موسوم به لالیگا تأسیس گردید، با وجود این که سویا از قدرتمندترین تیم‌های فوتبال اسپانیا در آن دوران بود، ولی نتوانست به رقابت‌های لالیگا راه پیدا کند و در یک دیدار پلی آف جنجالی و پر حرف و حدیث، از راهیابی به لالیگا بازماند و به دسته دوم فوتبال اسپانیا موسوم به سگوندا دیویژن فرستاده شد. پس از دو بار قهرمانی در سگوندا دیویژن و عدم صدور اجازه صعود به دلایل مختلف از جمله سیاسی امنیتی توسط سازمان لیگ اسپانیا برای سویا، سرانجام در پایان فصل ۳۴–۱۹۳۳ و پس از قهرمانی چند باره سویا در سگوندا دیویژن، علی‌رغم جنجال‌ها و درگیری‌های فراوان، اجازه حضور سویا در لالیگا صادر شد.

## نخستین موفقیت‌ها
باشگاه سویا، نخستین موفقیت‌های خود را در دهه‌های ۴۰ و ۵۰ میلادی به دست آورد. آنان ابتدا در سال ۱۹۳۵ توانستند تا با غلبه بر سابادل نخستین قهرمانی خود را در جام حذفی به دست آورند. در فصل ۴۰–۱۹۳۹ نیز با پیروزی برابر راسینگ د فرول دومین قهرمانی سویا در جام حذفی از راه رسید. در همان فصل در حالی که سویا تا هفته‌های پایانی در صدر جدول لالیگا جای داشت و توانسته بود تیم‌های قدرتمند لالیگا را در هم بشکند، در روز آخر قهرمانی را به تیم نیروی هوایی اسپانیا، اتلتیکو اوایسیون (اتلتیکو مادرید فعلی) واگذار نمود. در شب قبل از آخرین مسابقه آن فصل، بهترین مهاجم و گلزن سویا روبرتو اسوکارس هنگامی که در حال عبور از خیابان چهارم چاکوتار بود، به وسیله مهاجمین مسلح به رگبار بسته شد تا شوک بزرگی قبل از آخرین مسابقه فصل به باشگاه وارد شود و قهرمانی به شکلی باور نکردنی از دست برود. همین امر سبب شکل‌گیری کینه و دشمنی بزرگی بین هواداران سویا و اتلتیکو مادرید شد که تا به امروز نیز پابرجاست. هواداران سویا هنوز هم پس از سال‌ها، از قهرمانی‌های آن سال‌های اتلتیکو مادرید به عنوان دزدی بزرگ یاد می‌کنند. سویا در فصل ۴۳–۱۹۴۲ نیز بار دیگر نایب قهرمان لالیگا شد. آنان با وجود این که از قدرتمندترین تیم‌های لالیگا در آن سال‌ها بودند، ولی هر سال با اتفاقاتی عجیب و مشکوک، قهرمانی لالیگا را در روز پایانی از دست می‌دادند و این باعث شدت یافتن دشمنی میان هواداران سویا و باشگاه‌های پایتخت‌نشین از جمله اتلتیکو مادرید شد.

فصل ۴۶–۱۹۴۵ یکی از مهم‌ترین فصل‌های تاریخ باشگاه سویا محسوب می‌شود. سویا در این فصل و پس از اعتراضات و تظاهرات گسترده نسبت به اتفاقاتی که سال‌های اخیر آنان را در آستانه قهرمانی از آن وامی‌داشت، سرانجام توانستند در روز پایانی و با یک تساوی ۱–۱ مقابل بارسلونا قهرمان لالیگا شوند. در سال ۴۸–۱۹۴۷ و با پیروزی مقابل سلتاویگو، سومین قهرمانی جام حذفی به سویا و معبد دیوانگان فوتبال راه یافت.
در فصل ۵۱–۱۹۵۰ سویا بار دیگر پس از اتلتیکو مادرید نایب قهرمان لالیگا شد که اعتراضات زیادی را در پی داشت و موجب شعله‌ور شدن دوباره آتش دشمنی‌ها میان دو باشگاه شد. سویا در هفته پایانی و در خانه میزبان اتلتیکو بود. سویا با کسب پیروزی می‌توانست قهرمان آن فصل لقب بگیرد. در حالی که بازی ۱–۱ دنبال می‌شد، خوان آرائوخو توانست گل دوم را برای سویا به ثمر برساند اما داور در میان بهت و تعجب همگان گل را نپذیرفت؛ زیرا معتقد بود توپ به‌طور کامل از خط دروازه نگذشته‌است!!! بازی با همین نتیجه به پایان رسید و قهرمانی بار دیگر در روز پایانی و به شکلی مضحک از دست رفت یا به اعتقاد بسیاری دزدیده شد. جو وحشتناکی در میان سکوها حاکم بود. خشم هواداران حاضر در استادیوم با دخالت نیروهای امنیتی همراه شد. بسیاری از اهالی فوتبال اسپانیا از آن بازی و گل با نام رسوایی یاد می‌کنند. 
در فصل ۵۵–۱۹۵۴، سویا در فینال جام حذفی مغلوب اتلتیک بیلبائو شد. در فصل ۵۷–۱۹۵۶ دوباره همان داستان تکراری اتفاق افتاد و سویا نایب قهرمان لالیگا شد. در فصل ۶۲–۱۹۶۱ نیز شکستی دیگر در فینال جام حذفی مقابل رئال مادرید رقم خورد. در آن سال‌ها مهاجمانی خط حمله سویا را تشکیل می‌دادند که هواداران و رسانه‌ها آن‌ها را با لقب استوکاس (برگرفته از نام هواپیمای بمب افکن آلمانی) می‌شناختند. این خط آتش که متشکل از کامپانال، لوپز، تورونتگی، بِروکال، ریموندو و پِپیو بود در ۴ فصل توانست ۲۱۶ گل را به ثمر برساند.

## ورزشگاه خانگی

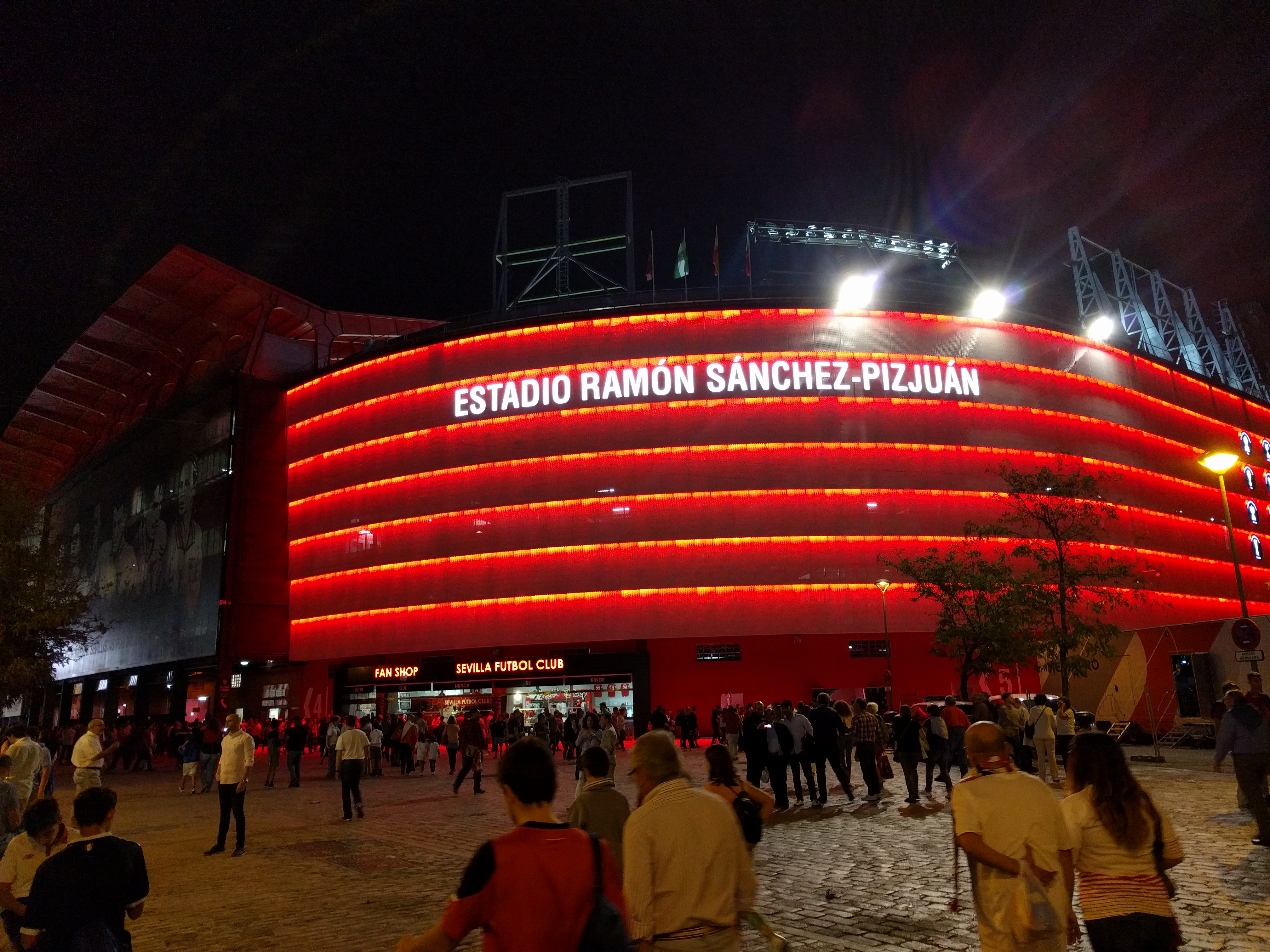
ورزشگاه رامون سانچز پیس‌خوان

باشگاه فوتبال سویا از ابتدای تأسیس خود، بازی‌های خانگی‌اش را در ورزشگاه‌های مختلفی انجام می‌داد که اکثر آن‌ها ظرفیت کمی داشتند و پاسخگوی تعداد زیاد هوادارانش نبودند. تا سال ۱۹۵۴ بازی‌های خانگی سویا در استادیوم نرویون با ظرفیت ۲۰ هزار نفر برگزار می‌شد. در سال ۱۹۵۴، اعضای باشگاه سویا تصمیم گرفتند که یک ورزشگاه بزرگ‌تر و مجهزتر را برای باشگاه بسازند؛ زیرا استادیوم نرویون برای هواداران بسیار کوچک بود و گنجایش کمی داشت و در هر بازی، هزاران هوادار نمی‌توانستند بازی را در ورزشگاه تماشا کنند. در ۲۸ اکتبر ۱۹۵۶، رئیس باشگاه که مدت ۱۷ سال عهده‌دار این سمت بود، به‌طور ناگهانی و مشکوک درگذشت. به پاس زحماتی که رامون سانچز پیس خوان برای باشگاه متحمل شده بود و جام‌هایی که سویا در دوران ریاست وی کسب نمود، هواداران و اعضای باشگاه برای زنده نگاه داشتن یاد و خاطره او تصمیم گرفتند تا نام ورزشگاه جدید را از نام رئیس فقید باشگاه بگیرند.

پس از مرگ سانچزپیس خوان، رامون کارانزا به مدت ۴ سال ریاست باشگاه سویا را عهده‌دار بود. کارانزا در مراسم خاکسپاری سانچز پیس خوان این سخنان را بر زبان آورد:
«رامون عزیز، امروز دوستانت که من نیز افتخار دارم یکی از آن‌ها باشم، اینجا جمع شده‌ایم تا تو را به خاک بسپاریم. فردا ما با هم تلاش خواهیم کرد تا رؤیای تو را به حقیقت تبدیل کنیم. رؤیای استادیوم بزرگ سویا. رامون در آرامش به سوی بهشت برو، زیرا که رویایت به حقیقت تبدیل خواهد شد.»
سخنان کارانزا درست از آب درآمد و او به وعده‌اش عمل کرد و ۵۰ میلیون پزوتا بودجه را برای ساخت استادیوم اختصاص داد. یک ماه و نیم پس از مرگ سانچز پیس خوان، اولین سنگ بنای استادیوم جدید گذاشته شد و کار ساخت ورزشگاه آغاز گردید. معماری و طراحی این پروژه به مانوئل مونیوز موناستریو که پیش از این استادیوم سانتیاگو برنابئو را نیز طراحی کرده بود، سپرده شد.

سرانجام در روز ۷ سپتامبر ۱۹۵۸ ورزشگاه رامون سانچز پیس خوان با بازی دوستانه سویا و رئال جائن افتتاح گردید. نخستین بازی رسمی که در این استادیوم برگزار شد نیز، نخستین بازی فصل ۵۹–۱۹۵۸ بود که در آن سویا موفق شد با نتیجه ۲–۴ رقیب همشهری‌اش رئال بتیس را شکست دهد.
گنجایش ورزشگاه رامون سانچز پیس خوان در حال حاضر حدود ۴۳ هزار نفر می‌باشد. این استادیوم در جام جهانی ۱۹۸۲ اسپانیا نیز میزبان دیدارهایی نظیر برزیل و شوروی در مرحله گروهی و همچنین بازی کلاسیک و خاطره انگیز فرانسه و آلمان در نیمه نهایی آن رقابت‌ها بود. همچنین در این استادیوم، فینال جام باشگاه‌های اروپا ۱۹۸۶ میان استوا بخارست رومانی و بارسلونا برگزار گردید. تیم ملی فوتبال اسپانیا نیز یک رکورد منحصر به فرد در این ورزشگاه دارد. اسپانیا در دیدارهایی که از حریفانش در این استادیوم میزبانی کرده، هرگز شکست نخورده‌است.

## بحران و پایداری
در دهه ۱۹۷۰ میلادی، باشگاه سویا از لحاظ اقتصادی شرایط بسیار بدی داشت. بدهی‌های فراوان در هنگام ساخت ورزشگاه سانچز پیس خوان از یک سو و درآمد کم باشگاه از سوی دیگر، مشکلات عدیده‌ای را برای باشگاه به وجود آورد. به همین دلیل سویا مجبور شد تا تعدادی از بهترین بازیکنانش را به تیم‌های متمول بفروشد تا بتواند به حیات خویش ادامه دهد. از جمله این فروش‌ها می‌توان به مانوئل روییز سوسا به اتلتیکو مادرید، گایگو به بارسلونا و همچنین خوان باتیستا آگوئرو به رئال مادرید اشاره کرد. همچنین برای پرداخت بدهی‌ها، باشگاه مجبور شد بخشی از زمین مجاور استادیوم را نیز به بانک بفروشد. در فصل ۶۸–۱۹۶۷، سویا برای نخستین بار و پس از ۳۱ سال به دسته پایین‌تر سقوط کرد؛ ولی پس از یک فصل دوباره به لالیگا بازگشت. در فصل بعد، مربی مطرح اتریشی، مکس مرکل که به خاطر نظم و دیسیپلین تاکتیکی و متدهای مخصوص تمرینی‌اش شناخته شده بود، به عنوان سرمربی باشگاه برگزیده شد. در پایان آن فصل سویا لالیگا را در رده سوم به اتمام رساند. با این وجود سویا در انتهای فصل ۷۳–۱۹۷۲ دوباره به دسته پایین‌تر سقوط نمود. در سال ۱۹۷۳، سویا اولین بازیکن سیاهپوست تاریخ خود را از یک باشگاه دانمارکی به خدمت گرفت. نام وی الحاجی مومودو نیجه ملقب به بیری بیری بود. بیری بیری تا سال ۱۹۷۸ در باشگاه ماند و به یک چهره شناخته شده و محبوب میان هواداران بدل گشت، تا جایی که گروه هواداران افراطی سویا، ملقب به بیریس نام خود را از وی برگرفته‌اند. در فصل ۷۵–۱۹۷۴، سویا با مربیگری روکه اولسن آرژانتینی دوباره به لالیگا بازگشت. در اواخر دهه ۱۹۷۰، سویا بازیکنان برجسته آرژانتینی نظیر هکتور اسکوتا و دنیل برتونی را به خدمت گرفت. با هدایت مربیانی برجسته همچون میگل مونیوز و مانولو کاردو، سویا توانست در دو جام یوفای متوالی بین سال‌های ۱۹۸۱ تا ۱۹۸۳ شرکت نماید. در سال ۱۹۸۴، اینیو مونتس کابزا پس از ۱۱ سال از سمت ریاست باشگاه کنار رفت و تاجری به نام گابریل روخاس که پیش از این نیز نایب رئیس باشگاه بود و خدمات زیادی را برای بهبود و گسترش ورزشگاه خانگی سویا انجام داده بود، به سمت ریاست باشگاه تکیه زد. در فصل ۸۶–۱۹۸۵، مانولو کاردو پس از ۵ سال از سمت سرمربی باشگاه سویا کنار رفت. در فصل ۹۰–۱۹۸۹ ویسنته کانتاتوره توانست سویا را به رقابت‌های جام یوفا برساند، در حالی که مهاجم اتریشی سویا، تونی پولستر با ۳۳ گل زده در یک فصل لالیگا، رکورد گلزنی باشگاه در یک فصل لالیگا را به نام خود ثبت کرد. در فصل ۹۳–۱۹۹۲ پس از ماه‌ها مذاکره، اسطوره آرژانتینی دنیای فوتبال دیگو مارادونا با مبلغ ۷٫۵ میلیون دلار از ناپولی به سویا پیوست. با این وجود مارادونا در سویا دوران نسبتاً ناموفقی را داشت. دوران حضور مارادونا در سویا با مصدومیت‌های گاه‌ و بیگاه و درگیری‌هایش با سرمربی سویا کارلوس بیلاردو به پایان رسید. در فصول بعد، لوئیز آراگونس سرمربی سویا شد و توانست فصل ۹۵–۱۹۹۴ را با راهیابی به جام یوفا به پایان برساند. در پایان همین فصل، دو باشگاه سویا و سلتاویگو به دلیل مشکلات مالی و بدهی‌های فراوان از سوی لالیگا به دسته پایین‌تر فرستاده شدند که با اعتراضات گسترده هواداران همراه شد. این اعتراضات نتیجه داد و این دو باشگاه در لالیگا ماندگار شدند و در آن سال در اتفاقی عجیب، لالیگا با ۲۲ تیم برگزار شد. مسائل و مشکلات مالی باشگاه گسترش پیدا کرد. تا جایی که سویا در یک فصل ۴ رئیس و ۳ سرمربی را به خودش دید. ادامه این مشکلات سبب سقوط سویا به سگوندا دیویژن در پایان فصل ۹۷–۱۹۹۶ شد؛ ولی در فصل۹۹–۱۹۹۸ سویا بار دیگر به لالیگا بازگشت. در آغاز قرن ۲۱، ریاست باشگاه به روبرتو آلس که نزد هواداران بسیار محبوب بود، رسید. سمت ریاست باشگاه سویا در آن دوره بسیار متزلزل بود. در سال ۲۰۰۰، با ضعیف شدن ترکیب تیم به دلیل بازنشستگی تعدادی از بازیکنان و همچنان فروش چند مهره کلیدی، سویا دوباره به دسته پایین‌تر سقوط کرد. باشگاه ترجیح داد تا مربی ناشناخته‌ای به نام خواکین کاپاروش را به عنوان سرمربی تیم انتخاب کند. کاپاروش در نخستین فصل حضورش روی نیمکت سویا توانست در سه بازی مانده به پایان رقابت‌ها، تیم را قهرمان دسته دوم کند و جواز حضور در لالیگا را بگیرد.

## موفقیت‌ها در قرن ۲۱
در ماه مه سال ۲۰۰۲، روبرتو آلس از سمت ریاست باشگاه استعفا داد و یک وکیل سویلی به نام خوزه ماریا دل نیدو، ریاست باشگاه را بر عهده گرفت. از اولین تصمیماتی که دل نیدو گرفت، منصوب کردن مونچی به عنوان مدیر ورزشی باشگاه سویا بود. در فصول ۰۴–۲۰۰۳ و ۰۵–۲۰۰۴، سویا تحت هدایت خواکین کاپاروش به جام یوفا راه یافت ولی در این رقابت‌ها به موفقیت چشمگیری دست پیدا نکرد و در کوپا دل ری هم تا نیمه نهایی بالا رفت.
- سویای طلایی خوان د راموس

در آغاز فصل ۰۶–۲۰۰۵ خوان د راموس به عنوان سرمربی باشگاه انتخاب شد. این فصل نقطه عطفی در تاریخ باشگاه سویا بود؛ زیرا در این فصل نخستین جام اروپایی باشگاه در فینال جام یوفا و با پیروزی ۴ بر ۰ مقابل میدلزبورو در فیلیپس اشتادیون آیندهوون به دست آمد. انزو مارسکا (۲ گل)، لوئیس فابیانو و فردریک کانوته گلزنان سویا در این بازی بودند. سویا فصل ۰۷–۲۰۰۶ را با قهرمانی در سوپرجام اروپا و با غلبه ۳–۰ بر بارسلونا، قهرمان لیگ قهرمانان اروپا آغاز کرد. گل‌های این بازی را رناتو، کانوته و مارسکا به ثمر رساندند. این فصل با قهرمانی در دومین جام یوفای پیاپی برای سویا ادامه پیدا کرد. این بار سویا در فینالی که در همپدن پارک گلاسکو برگزار می‌شد، مقابل باشگاه هم وطن خود، اسپانیول قرار گرفت. این بازی در پایان وقت‌های معمول و اضافی با نتیجه ۲–۲ به پایان رسید و گل‌های سویا را آدریانو کوریا و فردریک کانوته به ثمر رساندند. در ضربات پنالتی، آندرس پالوپ دروازه‌بان سویا که به عنوان بهترین بازیکن مسابقه نیز شناخته شد، با مهار سه ضربه پنالتی، نقش قابل توجهی در قهرمانی سویا ایفا کرد. در همان سال سویا در فینال کوپا دل ری در مادرید، به مصاف ختافه رفت که در این بازی نیز با تک گل فردریک کانوته به پیروزی رسید و چهارمین قهرمانی باشگاه در جام حذفی به دست آمد. در این فصل سویا در لالیگا نیز عملکرد قابل توجهی داشت و هفته‌های زیادی را در بالای جدول حضور داشت، ولی در طی چند بازی جنجالی که با حواشی داوری زیادی نیز همراه بود، از جمله بازی مقابل مایورکا، سویا سرانجام پس از رئال مادرید و بارسلونا در رده سوم جدول جای گرفت و به لیگ قهرمانان اروپا راه یافت. در نتیجه این عملکرد درخشان، باشگاه سویا از سوی فدراسیون تاریخ و آمار فوتبال (IFFHS) برای دومین سال پیاپی به عنوان برترین باشگاه فوتبال دنیا انتخاب گردید و به نخستین باشگاهی تبدیل شد که این افتخار را به صورت پیاپی به دست می‌آورد. سویا فصل ۰۸–۲۰۰۷ را نیز با قهرمانی در سوپر جام اسپانیا و در دو بازی رفت و برگشت مقابل قهرمان لالیگا، رئال مادرید آغاز نمود. سویا موفق شد در مجموع دو بازی با نتیجه ۳–۶ حریف قدرتمند خود را شکست دهد. این فصل به شکلی غم‌ انگیز و تراژیک برای سویا آغاز شد. مدافع این باشگاه، آنتونیو پوئرتا در نخستین بازی فصل لالیگا در مقابل ختافه دچار حمله قلبی شد و سه روز بعد در بیمارستان درگذشت. سه روز پس از این حادثه تلخ، سویا سوپرجام اروپا را با نتیجه ۳–۱ مقابل آث میلان واگذار کرد. در ۲۷ اکتبر همان سال سرمربی سویا، خوان د راموس که نقش مهمی در موفقیت‌های اخیر باشگاه داشت، از سمت خود استعفا داده و سرمربی تاتنهام هاتسپر شد.
- دوران مانولو خیمنز و پایان یک عصر

مانولو خیمنز، بازیکن اسبق سویا که سال‌ها در این تیم بازی کرده بود و در آن برهه زمانی در تیم ب سویا (سویا اتلتیکو)نتایج خوبی کسب کرده بود، به عنوان جایگزین راموس برگزیده شد. با وجود مشکلات فراوان در کادر مربیگری، سویا در فصل ۰۸–۲۰۰۷ توانست در دور گروهی لیگ قهرمانان اروپا بالاتر از آرسنال و به عنوان سرگروه راهی دور حذفی شود که در دور حذفی، سویا در دیداری عجیب و در ضربات پنالتی، مغلوب فنرباغچه ترکیه شد. در تابستان سال ۲۰۰۸، دنی آلوز و سیدو کیتا به بارسلونا فروخته شدند، در حالی که کریستین پولسن سویا را به مقصد یوونتوس ترک کرد. فصل ۲۰۰۹–۲۰۰۸ با قرارگیری سویا در رتبه سوم لالیگا و راهیابی به لیگ قهرمانان اروپا به اتمام رسید. در حالی که سویا با رکورد پیروزی‌های خود در یک فصل لالیگا (۲۱) برابری کرد و رکورد تعداد پیروزی‌های خارج از خانه باشگاه نیز شکسته شد. در فصل ۱۰–۲۰۰۹، سویا در رتبه چهارم جدول رده‌بندی لیگ قرار گرفت و به پلی آف لیگ قهرمانان اروپا راه یافت. در لیگ قهرمانان نیز، سویا پس از سرگروهی در دور مقدماتی، در مرحله حذفی مغلوب زسکا مسکو شد و از رسیدن به مراحل بعدی بازماند. در اواخر آن فصل، مانولو خیمنز پس از ۳ سال اخراج شد و آنتونیو آلوارز جایگزین وی شد.
- دوره کوتاه آلوارز با قهرمانی در کوپا دل ری

در ۱۹ مه سال ۲۰۱۰، سویا در فینال کوپا دل ری در ورزشگاه نیوکمپ توانست با نتیجه ۲_. اتلتیکو مادرید را شکست دهد و برای پنجمین بار قهرمان جام حذفی لقب بگیرد. گل‌های سویا در این بازی را دیگو کاپل و خسوس ناواس به ثمر رساندند. در آغاز فصل ۱۱–۲۰۱۰، سویا در سوپر جام اسپانیا در دو دیدار رفت و برگشت در مجموع با نتیجه ۵–۳ مغلوب بارسلونا شد. همچنین در همان فصل و در پلی آف لیگ قهرمانان مقابل براگا پرتغال مغلوب شد و از رسیدن به این رقابت‌ها بازماند تا پس از چند بازی متوالی ناکامی در لالیگا، دوران حضور آنتونیو آلوارز، اسطوره باشگاه سویا نیز بر روی نیمکت به پایان برسد.
- دوران گذار و آغاز عصر اونای امری

از سال ۲۰۱۱ تا ۲۰۱۳، باشگاه سویا شرایط اقتصادی بدی را تحمل می‌کرد. بدهی‌های فراوان و مشکلات مالی در این سال‌ها، باشگاه را تا آستانه ورشکستگی برد. وام‌های سنگین از یک سو و دستمزد بازیکنان از سوی دیگر، مشکلات عدیده‌ای را برای مدیران باشگاه به وجود آورد. تا جایی که خوزه ماریا دل نیدو، رئیس باشگاه اعلام کرد در سویا هر بازیکنی قیمتی دارد و فروشی است و ما مجبوریم برای جلوگیری از ورشکستگی، بازیکنان کلیدی خود را به فروش برسانیم. در نتیجه این مشکلات، سویا در طی این سه فصل مربیان متعددی را بر سر کار آورد. از گریگوری مانزانو تا مارسلینو گارسیا تورال و میشل که یکی پس از دیگری اخراج می‌شدند. سویا در این سه فصل رتبه‌ای بهتر از پنجمی در لالیگا به دست نیاورد. در فصل ۱۳–۲۰۱۲ و در ۱۴ ژانویه همان سال، مونچی مدیر ورزشی سویا پس از باخت ۲–۰ سویا در خانه والنسیا که باعث شد سویا به رتبه دوازدهم جدول سقوط کند، یک تصمیم بزرگ گرفت که سبب بروز تحولی اساسی در روند تکاملی باشگاه در دهه دوم قرن جدید شد. در این روز مونچی، میشل را اخراج کرد و اونای امری، سرمربی اخراجی اسپارتاک مسکو را که سابقه سرمربی گری در والنسیا و آلمریا را داشت، به عنوان سرمربی جدید باشگاه سویا برگزید. اونای امری در نیم فصل دوم عملکرد نسبتاً خوبی ارائه کرد. در بازی پایانی فصل، سویا بازی نسبتاً بی‌اهمیتی مقابل والنسیا در استادیوم رامون سانچز پیسخوان داشت. والنسیا در صورت کسب یک تساوی می‌توانست به پلی آف لیگ قهرمانان اروپا راه پیدا کند ولی سویا در صورت پیروزی از رده دهم جدول به رده نهم صعود می‌کرد. از این جهت این بازی برای سویا نسبتاً بی‌اهمیت و برای والنسیا بسیار مهم بود. سویا که در این دیدار ابتدا با یک گل عقب افتاده بود، جوانمردانه و با تمام وجود بازی کرد و با ۴ گل از آلوارو نگردو توانست با نتیجه ۳–۴ والنسیا را شکست دهد. در نتیجه والنسیا از صعود به لیگ قهرمانان اروپا بازماند، در حالی که سویا به رتبه نهم جدول رسید که چندان تفاوتی برایش نداشت؛ ولی اهمیت این بازی در پایان فصل بیش از پیش برای سویا مشخص گشت. در پایان فصل تیم‌های مالاگا و رایووایکانو به دلیل مشکلات فیرپلی مالی از سوی یوفا از رقابت‌های اروپایی فصل بعد محروم شدند و دو تیم بعدی جدول به لیگ اروپا راه یافتند که سویا، یکی از آن دو تیم بود. اگر سویا در آخرین بازی فصل و آن بازی به ظاهر بی‌اهمیت شکست می‌خورد، نمی‌توانست راهی لیگ اروپا شود. راهیابی به لیگ اروپا، اندکی به بهبودی شرایط بغرنج باشگاه کمک کرد، ولی مشکلات مالی و بدهی‌ها همچنان پابرجا بودند. در تابستان ۲۰۱۳ سویا مجبور شد بهترین بازیکنانش نظیر خسوس ناواس، آلوارو نگردو، جفری کوندوگبیا و گری مِدِل را به فروش برساند تا جلوی ورشکستگی باشگاه را بگیرد. بازیکنان جایگزین مانند کارلوس باکا و کوین گامیرو نیز با قیمت‌های بسیار پایین خریداری شدند. اونای امری در فصل ۱۴–۲۰۱۳ سویا را در لالیگا به رتبه پنجم رساند. در همان فصل سویا در روز ۱۴ مه، در فینال لیگ اروپا در یوونتوس استادیوم شهر تورین به مصاف بنفیکا رفت. در پایان مسابقه و پس از تساوی بدون گل در وقت‌های معمول و اضافی، سویا توانست در ضربات پنالتی و با درخشش دروازه‌بان پرتغالی خود بتو، با نتیجه ۲–۴ حریف خود را شکست بدهد و سومین لیگ اروپای تاریخ باشگاه به دست آمد. در پایان فصل بازیکنان کلیدی باشگاه همچون ایوان راکیتیچ، آلبرتو مورنو و فدریکو فازیو به فروش رسیدند و بازیکنان دیگری چون گریگوری کریچوویاک، اور بانگا و آلیکس ویدال با قیمت‌هایی بسیار پایین، جایگزین آنان شدند. فصل ۱۵–۲۰۱۴ برای سویا با شکست ۲_۰ در سوپر جام اروپا در مقابل رئال مادرید آغاز شد. سویا در این فصل با هدایت اونای امری توانست رکورد امتیازات باشگاه در یک فصل لالیگا با ۷۶ امتیاز را به نام خود ثبت کند. علی‌رغم این نتایج خوب، سویا در لالیگا دوباره پنجم شد و از راهیابی به لیگ قهرمانان اروپا از طریق لیگ بازماند. اما سویا در همان فصل در لیگ اروپا بار دیگر به فینال این رقابت‌ها در ورشو لهستان رسید و با دو گل از کارلوس باکا و یک گل از گریگوری کریچوویاک، با نتیجه ۲–۳ حریف خود، دنیپرو پترووسک اوکراین را شکست داد و برای چهارمین بار قهرمان لیگ اروپا و به تنهایی رکورد دار قهرمانی در این رقابت‌ها شد. بر اساس قانونی که یوفا سال قبل از آن تصویب نموده بود، قهرمان لیگ اروپا جواز حضور در مرحله گروهی لیگ قهرمانان اروپا را به دست می‌آورد و این‌گونه سویا پس از ۵ سال دوباره به لیگ قهرمانان اروپا راه یافت. در پایان این فصل نیز بازیکنان کلیدی دیگری چون کارلوس باکا به فروش رسیدند و بازیکنان مؤثر دیگری چون استیون انزونزی و یوگن کونوپلیانکا جذب شدند. فصل ۱۶–۲۰۱۵ با یک بازی جذاب و دراماتیک برای سویا آغاز شد. سویا در سوپر جام اروپا در آن فصل با انبوهی از بازیکنان مصدوم، مقابل بارسلونا قرار گرفت. سویا در حالی که در ابتدا با یک گل از حریفش پیش افتاده بود، با هنرنمایی لیونل مسی ۴–۱ عقب افتاد؛ ولی در نیمه دوم با یک بازگشت تماشایی توانست بازی را مساوی کند. بازی به وقت‌های اضافی کشیده شد که در آن، سویا در نهایت با نتیجه ۵–۴ مغلوب حریف قدرتمندش شد. عملکرد بتو، دروازه‌بان سویا در این بازی، به شدت مورد انتقاد هواداران باشگاه قرار گرفت. سویا در آغاز لالیگا به دلیل تغییرات مداوم بازیکنان و مصدومیت‌های فراوان بسیار ضعیف ظاهر شد و حتی به رده آخر جدول رده‌بندی نیز سقوط کرد و اونای امری تا آستانه اخراج از باشگاه پیش رفت؛ ولی با اعتماد مدیران، امری به کار خود ادامه داد و کم‌کم شرایط سویا در لالیگا رو به بهبودی رفت، به گونه‌ای که در آن فصل موفق شدند تیم‌های قدرتمند لالیگا مانند رئال مادرید و بارسلونا را در ورزشگاه خانگی خود شکست دهند. در نهایت سویا در این فصل در رده هفتم جدول رده‌بندی جای گرفت. در کوپا دل ری نیز سویا عملکرد خوبی داشت و به فینال راه یافت که ان مسابقه، در پایان وقت‌های معمول با تساوی بدون گل به پایان رسید؛ ولی در وقت‌های اضافه، با دو گل مغلوب بارسلونا شد و به سومین نایب قهرمانی خود در این رقابت‌ها رسید. در لیگ قهرمانان آن فصل، سویا عملکرد خوبی نداشت و برای اولین بار در تاریخش نتوانست از گروه خود در لیگ قهرمانان اروپا به مرحله حذفی راه پیدا کند و با قرارگرفتن در رده سوم گروه، به لیگ اروپا رفت. در لیگ اروپای آن فصل سویا همانند دو سال گذشته، باز هم به فینال رسید. سویا در این فینال که در بازل سوئیس و در مقابل لیورپول برگزار شد، نیمه اول را با یک گل به حریف واگذار کرد؛ ولی در نیمه دوم با دو گل از کاپیتان کوکه و یک گل از کوین گامیرو، توانست با نتیجه ۱–۳ حریف قدرتمندش را شکست بدهد و برای پنجمین بار فاتح این جام شود. در تابستان ۲۰۱۶ اتفاقات مهمی در باشگاه سویا افتاد. در آن تابستان اونای امری سویا را به مقصد پاری سن ژرمن ترک کرد و خوزه کاسترو، رئیس سویا پس از سه سال و نیم به همکاری خود با امری پایان داد.
- دوران پسا امری و آغاز ماجراجویی جدید

گزینه‌های زیادی به منظور جانشینی امری مطرح شدند که در نهایت، خورخه سمپائولی مربی آرژانتینی که پیش از این هدایت تیم ملی شیلی را بر عهده داشت و با این تیم به مقام قهرمانی کوپا آمریکا ۲۰۱۵ رسیده بود، عهده‌دار هدایت سویا گردید. با ورود سمپائولی، تغییرات بنیادین در شیوه بازی سنتی سویا به وجود آمد و باشگاه به سبک فوتبال مالکانه روی آورد. این تغییر سبک سبب شد تا بازیکنان زیادی باشگاه را در تابستان ۲۰۱۶ ترک کنند. اور بانگا، گرگوری کریچوویاک، کوین گامیرو و کوکه از جمله بازیکنانی بودند که به فروش رسیدند. در عوض بازیکنان زیادی نیز با نظر سمپائولی خریداری شدند که از جمله آن‌ها می‌توان ویسام بن یدر، فرانکو وازکز، خواکین کوریا، پابلو سارابیا، گانسو و … نام برد. نخستین بازی سویای سمپائولی، سوپر جام اروپا مقابل رئال مادرید بود. در حالی که سویا تا ثانیه‌های پایانی با نتیجه ۲–۱ از حریفش پیش بود، با گل دقایق پایانی کار به تساوی کشیده شد و در وقت‌های اضافه نیز با اخراج یکی از بازیکنان سویا، کار سخت‌تر شد و در نهایت سویا ۲–۳ مقابل رئال مادرید شکست خورد. در سوپر جام اسپانیا نیز سویا با سمپائولی عملکرد خوبی نداشت و در مجموع دو بازی با نتیجه ۰–۵ مغلوب بارسلونا شد. سمپائولی بعد از گذشت مدتی، کم‌کم توانست ترکیب مورد نظر خود را در سویا به دست آورده و نتایج خوبی را کسب کند. سویا در فصل ۱۷–۲۰۱۶ تا هفته ۲۸ جزو مدعیان قهرمانی به‌شمار می‌رفت، ولی در این برهه و با مصدومیت بازیکنان کلیدی و مشکلات فنی، تیم دچار افت مقطعی شد و در پایان فصل مقامی بهتر از چهارمی را در لالیگا به دست نیاورد. در لیگ قهرمانان نیز سویا در گروه خود پس از یوونتوس، به عنوان تیم دوم به مرحله حذفی راه یافت که در این مرحله و در دو بازی عجیب، در حالی که سویا دو ضربه پنالتی را از دست داد، در مجموع با نتیجه ۲–۳ مقابل لسترسیتی مغلوب و از دور مسابقات کنار رفت. در پایان فصل، خورخه سمپائولی برای بر عهده گرفتن هدایت تیم ملی کشورش آرژانتین که وضعیت خوبی را در مرحله انتخابی جام جهانی ۲۰۱۸ نداشت، از سمت خود در باشگاه سویا استعفا داد. در این زمان، شوک بزرگی به سویا وارد شد. مونچی که هم به عنوان بازیکن و هم به عنوان مدیر ورزشی، حدود ۳۰ سال در باشگاه سویا حضور داشت، از سمت خود استعفا داد و به آ اس رم پیوست و ضربه سختی به سویا وارد آمد. پس از مذاکرات بسیار، مسئولین باشگاه سویا در نهایت سکان هدایت این باشگاه را به مربی آرژانتینی دیگری به نام ادواردو بریتزو سپردند. تابستان ۲۰۱۷ نیز با خرید و فروش‌های بسیاری همراه بود. از جمله بازیکنان ورودی می‌توان به گیدو پیزارو، نولیتو، لوئیس موریل و همچنین بازگشت بازیکنانی چون خسوس ناواس و اور بانگا اشاره نمود. آغاز فصل ۱۸–۲۰۱۷ با مسابقه پلی آف لیگ قهرمانان اروپا مقابل باشاک شهیر ترکیه همراه بود که سویا در مجموع دو بازی رفت و برگشت و با نتیجه ۳–۴ موفق شد تا از سد حریف ترکیه ای خود عبود کند و به مرحله گروهی رقابت‌های لیگ قهرمانان برسد. در دسامبر سال ۲۰۱۷، ادواردو بریتزو به دلیل کسب نتایج ضعیف از سمت خود برکنار شد. این در حالی بود که سویا هنگام اخراج بریتزو در لالیگا پنجم بود و به یک‌هشتم نهایی کوپا دل ری و لیگ قهرمانان اروپا نیز راه یافته بود. وینچنزو مونتلا سرمربی ایتالیایی که سابقه هدایت فیورنتینا و آث میلان را نیز در کارنامه داشت، با نظر هیئت مدیره و سهام داران باشگاه، به عنوان سرمربی جدید برگزیده شد. مونتلا در لالیگا عملکرد بدی داشت. اما در لیگ قهرمانان با حذف منچستریونایتد توانست سویا را به جمع ۸ تیم برتر اروپا برساند و در مرحله بعد نیز با باخت حداقلی و ۲–۱ مقابل بایرن مونیخ که با بدشانسی و دو گل به خودی همراه بود، از گردونه رقابت‌ها خارج شد. در کوپا دل ری هم سویا با هدایت مونتلا توانست با حذف اتلتیکو مادرید به فینال برسد. هر چند که در فینال با یک نتیجه سنگین مغلوب بارسلونا گردید. به دلیل در خطر بودن سهمیه اروپایی، مدیران باشگاه مونتلا را اخراج نمودند و خواکین کاپاروش را به عنوان سرمربی موقت تا پایان فصل برگزیدند. کاپاروش هم عملکرد خوبی داشت و توانست سهمیه لیگ اروپا را کسب نماید. فصل جدید با اعتماد به مربی جوان اسپانیایی، پابلو ماچین آغاز شد. سویا در سوپر کاپ اسپانیا با شکست ۲_۱ مقابل بارسلونا فصل را آغاز کرد. ماچین کارش را متزلزل آغاز نمود، ولی رفته رفته و با چند برد خوب امیدها را زنده کرد. اما در ادامه و با بازی‌های متوالی بدون برد و حذف از لیگ اروپا، از سمتش برکنار شد و دوباره خواکین کاپاروش به عنوان مربی موقت تا پایان فصل برگزیده شد. هر چند با ناکامی در کسب سهمیه لیگ قهرمانان اروپا، فصل ناموفقی برای سویا سپری گشت، ولی با بازگشت دوباره مونچی به سویا، سیستم مدیریت ورزشی باشگاه دوباره به روال سابقش بازگشت. مونچی در اولین اقدامش، سکان هدایت تیم را به یولن لوپتگی، سرمربی سابق تیم ملی اسپانیا سپرد.
- دوره لوپتگی و تداوم موفقیت‌ها

با خریدهای جدید مونچی از قبیل لوکاس اوکامپوس، ژول کونده، لوک دی یونگ، دیگو کارلوس، اُلیور تورس و … لوپتگی توانست در اولین فصل حضورش روی نیمکت سویا در لیگ هم امتیاز با اتلتیکو مادرید و با تفاضل گل کمتر در رده چهارم قرار گرفته و سهمیه لیگ قهرمانان اروپا کسب نماید. در لیگ اروپا نیز وی و تیمش عملکرد درخشانی داشتند و توانستند با شکست دادن آ اس رم، ولورهمپتون، منچستر یونایتد و همچنین اینتر میلان در فینال، برای ششمین بار قهرمان رقابت‌های لیگ اروپا لقب بگیرند.
فصل جدید برای سویا با شکست مقابل بایرن مونیخ قهرمان اروپا در سوپرکاپ اروپا آغاز شد. سویا در یک دیدار سخت و نزدیک با نتیجه ۲–۱ و در وقت‌های اضافی نتیجه را به حریف واگذار کرد. طی فصل ۲۱–۲۰۲۰ نیز سویا با لوپتگی عملکرد خوبی از خود به جا گذاشت. صعود از گروه در لیگ قهرمانان اروپا، پیشروی تا مرحله نیمه نهایی کوپا دل ری و البته کسب بیشترین امتیاز سویا طی یک فصل لالیگا با ۷۷ امتیاز، رقابت برای قهرمانی تا هفته‌های آخر، کسب مجدد رتبه چهارم و حضور در لیگ قهرمانان اروپا، هر چند با کسب جام همراه نبود، اما حداقل ثبات را پس از سال‌های سال به سویا برگرداند.

## مطرح‌ترین سرمربیان
باشگاه فوتبال سویا در طول تاریخش، سرمربیان بزرگ و صاحب نامی را بر روی نیمکت خود دیده‌است. از جمله آن‌ها می‌توان په په برند، چارلز اوهاگن، رامون انکیناس، پاتریک اوکانل، هلنیو هررا، مکس مرکل، ارنست هاپل، روکه اولسن، جوک والاس، میگل مونیوز، مانولو کاردو، کارلوس بیلاردو، لوئیز آراگونس، خوزه آنتونیو کاماچو، خواکین کاپاروش، خوان د راموس، اونای امری، خورخه سمپائولی و یولن لوپتگی را نام برد.

## کادر فنی
تا تاریخ ۲۸ آوریل ۲۰۲۳
| سمت              | نام            |
| ---------------- | -------------- |
| سرمربی           | گارسیا پیمینتا |
| مربی             |                |
| مربی دروازه‌بان‌ها | اسپانیا        |
| سرپرست تیم       | خوان مارتاگون  |

## بازیکنان

### ترکیب کنونی
تا تاریخ ۳۰ مارس ۲۰۲۴.
| شماره |          | پست       | بازیکن                    |
| ----- | -------- | --------- | ------------------------- |
| ۱     | صربستان  | دروازه‌بان | مارکو دمیتروویچ           |
| ۲     | آرژانتین | مدافع     | گنزالو مونتیل             |
| ۴     | اسپانیا  | مدافع     | سرخیو راموس (کاپیتان دوم) |
| ۵     | دانمارک  | مهاجم     | کسپر دولبرگ (قرضی از نیس) |
| ۶     | صربستان  | هافبک     | نمانیا گودلی              |
| ۷     | اسپانیا  | مهاجم     | سوسو                      |
| ۸     | اسپانیا  | هافبک     | خوان یوردان               |
| ۹     | مکزیک    | مهاجم     | خسوس مانوئل کورونا        |
| ۱۱    | بلژیک    | مهاجم     | عدنان یانوزای             |
| ۱۲    | اسپانیا  | مهاجم     | رافا میر                  |

| شماره |          | پست   | بازیکن                |
| ----- | -------- | ----- | --------------------- |
| ۱۴    | فرانسه   | مدافع | تانگیو نیانزو         |
| ۱۵    | مراکش    | مهاجم | یوسف النصیری          |
| ۱۶    | اسپانیا  | مدافع | خسوس ناواس (کاپیتان)  |
| ۱۷    | آرژانتین | مهاجم | اریک لاملا            |
| ۱۸    | دانمارک  | هافبک | توماس دلینی           |
| ۱۹    | آرژانتین | مدافع | مارکوس آکونیا         |
| ۲۰    | برزیل    | هافبک | فرناندو (کاپیتان سوم) |
| ۲۱    | اسپانیا  | هافبک | الیور تورس            |
| ۲۳    | برزیل    | مدافع | مارکوس تکسیرا         |
| ۲۴    | آرژانتین | هافبک | پاپو گومز             |

### بازیکنان صاحب نام
باشگاه فوتبال سویا از جمله باشگاه‌هایی است که همواره بازیکنان صاحب نام و مطرحی را در ترکیب خود داشته‌است که بسیاری از آنان از آکادمی خود باشگاه سر برآورده‌اند. از جمله آن‌ها می‌توان به اسپنسر، گیلرمو کامپانال، مارتینز، بروکال، تورونتگی، ریموندو، خوان آرزا، خوان آرائوخو، مارسلو کامپانال، دنیل برتونی، بوستو، گایگو، مانوئل روئیز سوسا، هکتور اسکوتا، بیری بیری، رینات داسایف، مانولو خیمنز، آنتونیو آلوارز، تونی پولستر، فرانسیسکو بویو، دیگو مارادونا، ببتو، داور شوکر، روبرت پروسینچکی، دیگو سیمئونه، ایوان زامورانو، کارلوس مارچنا، خوزه آنتونیو ریس، سرخیو راموس، خسوس ناواس، ژولیو باپتیستا، آندرس پالوپ، لوئیس فابیانو، فردریک کانوته، رناتو دیرنئی، دنی آلوز، سیدو کیتا، آدریانو کوریا، ایوان راکیتیچ و … اشاره نمود.

## جوایز فردی
- جایزه پی چی چی: خوان آرزا ۵۵-۱۹۵۴
- جایزه زارا: آلوارو نگردو ۱۱-۲۰۱۰، ۱۳-۲۰۱۲
- جایزه زامورا: یاسین بونو ۲۲-۲۰۲۱
- جایزه بازیکن سال آفریقا: فردریک کانوته ۲۰۰۷
- جایزه سامبا گولد: لوئیس فابیانو ۲۰۰۹

## رکورد در رقابت‌های لالیگا
آخرین به روز رسانی: ۲۰۲۲
- تعداد فصل‌های حضور در لالیگا: ۷۹
- تعداد فصل‌های حضور در سگوندا دیویژن: ۱۳
- رتبه در جدول کلی لالیگا: ۶ اُم
- تعداد فصل‌های حضور در کوپا دل ری: ۸۷
- رتبه در لالیگا:

- رتبه اول: ۱ فصل
- رتبه دوم: ۴ فصل
- رتبه سوم: ۴ فصل
- رتبه چهارم: ۸ فصل
- رتبه پنجم: ۱۲ فصل
- رتبه ششم: ۹ فصل

## رکورد داران باشگاه

### تعداد گل زده
- گیلرمو کامپانال: ۲۱۸ گل
- خوان آرزا: ۲۰۷ گل
- خوان آرائوخو: ۱۵۸ گل
- فردریک کانوته: ۱۳۶ گل
- لوئیس فابیانو: ۱۰۷ گل

### تعداد بازی
- خسوس ناواس: ۶۰۰ بازی
- پابلو خوزه بلانکو: ۴۱۵ بازی
- خوان آرزا: ۴۱۴ بازی
- مانولو خیمنز: ۴۰۸ بازی
- مارسلو کامپانال: ۴۰۳ بازی

## پیروزی‌ها و شکست‌ها

### بهترین پیروزی‌ها
- سویا ۱۱–۱ بارسلونا / ۱۹۴۰ / استادیوم نرویون
- سویا ۱۰–۳ والنسیا / ۱۹۴۰ / استادیوم نرویون
- سویا ۱۰–۰ رئال اویدو / ۱۹۴۱ / استادیوم نرویون
- سویا ۸–۰ بارسلونا / ۱۹۴۸ / استادیوم نرویون
- رئال مادرید ۳–۵ سویا / ۲۰۰۷ / استادیوم سانتیاگوبرنابئو
- سویا ۵–۱ رئال بتیس / ۲۰۱۳ / استادیوم سانچز پیسخوان
- سویا ۵–۰ رئال مادرید / ۱۹۴۶ / استادیوم نرویون

### بدترین شکست‌ها
- سویا ۰–۵ رئال اویدو / ۱۹۴۲ / استادیوم نرویون
- سویا ۰–۵ رئال مادرید / ۱۹۶۲ / استادیوم سانچز پیسخوان
- والنسیا ۸–۰ سویا / ۱۹۴۳ / استادیوم مستایا
- رئال مادرید ۸–۰ سویا / ۱۹۵۸ / استادیوم سانتیاگو برنابئو
- رئال ساراگوسا ۸–۱ سویا / ۱۹۸۷ / استادیوم لاروماردا

## افتخارات

### داخلی
- لالیگا

(۱): ۴۶–۱۹۴۵
(۴):۴۰–۱۹۳۹،
۴۳–۱۹۴۲، ۵۱–۱۹۵۰، ۵۷–۱۹۵۶
- کوپا دل ری

(۵): ۳۵–۱۹۳۴، ۳۹–۱۹۳۸، ۴۸–۱۹۴۷، ۰۷–۲۰۰۶، ۱۰–۲۰۰۹
(۴): ۵۵–۱۹۵۴، ۶۲–۱۹۶۱، ۱۶–۲۰۱۵، ۱۸–۲۰۱۷
- سوپرکاپ اسپانیا

(۱): ۲۰۰۷
(۳): ۲۰۱۰، ۲۰۱۶، ۲۰۱۸
- سگوندا دیویژن

(۴): ۲۹–۱۹۲۸، ۳۴–۱۹۳۳، ۶۹–۱۹۶۸، ۰۱–۲۰۰۰
(۱): ۳۱_۱۹۳۰
- کوپا اوادوآرته:

(۱): ۱۹۴۸

### بین‌المللی
- لیگ اروپا

(۷): ۰۶–۲۰۰۵، ۰۷–۲۰۰۶، ۱۴–۲۰۱۳، ۱۵–۲۰۱۴، ۱۶–۲۰۱۵ ،۲۰–۲۰۱۹، ۲۳–۲۰۲۲ (رکورد)
- سوپر جام باشگاه‌های اروپا

(۱): ۲۰۰۶
(۶): ۲۰۰۷ ،  ۲۰۱۴ ، ۲۰۱۵ ، ۲۰۱۶ ، ۲۰۲۰ ، ۲۰۲۳
- سوپرجام یورو آمریکانا

(۱): ۲۰۱۶
(۱): ۲۰۱۵
- یوفا کونمبول کلاب چلنج:

(۱) ۲۰۲۳
سوپر کاپ اروپا
قهرمان(۱) ۲۰۰۶
نایب قهرمان (۶) ۲۰۰۷،۲۰۱۴،۲۰۱۵،۲۰۱۶،۲۰۲۰،۲۰۲۳

### منطقه‌ای
- کوپا آندلسیا:

(۱۷)
(۲)

### متفرقه
- بهترین باشگاه فوتبال دنیا از نگاه فدراسیون بین‌المللی تاریخ و آمار فوتبال (۲): ۲۰۰۶، ۲۰۰۷

## نگارخانه

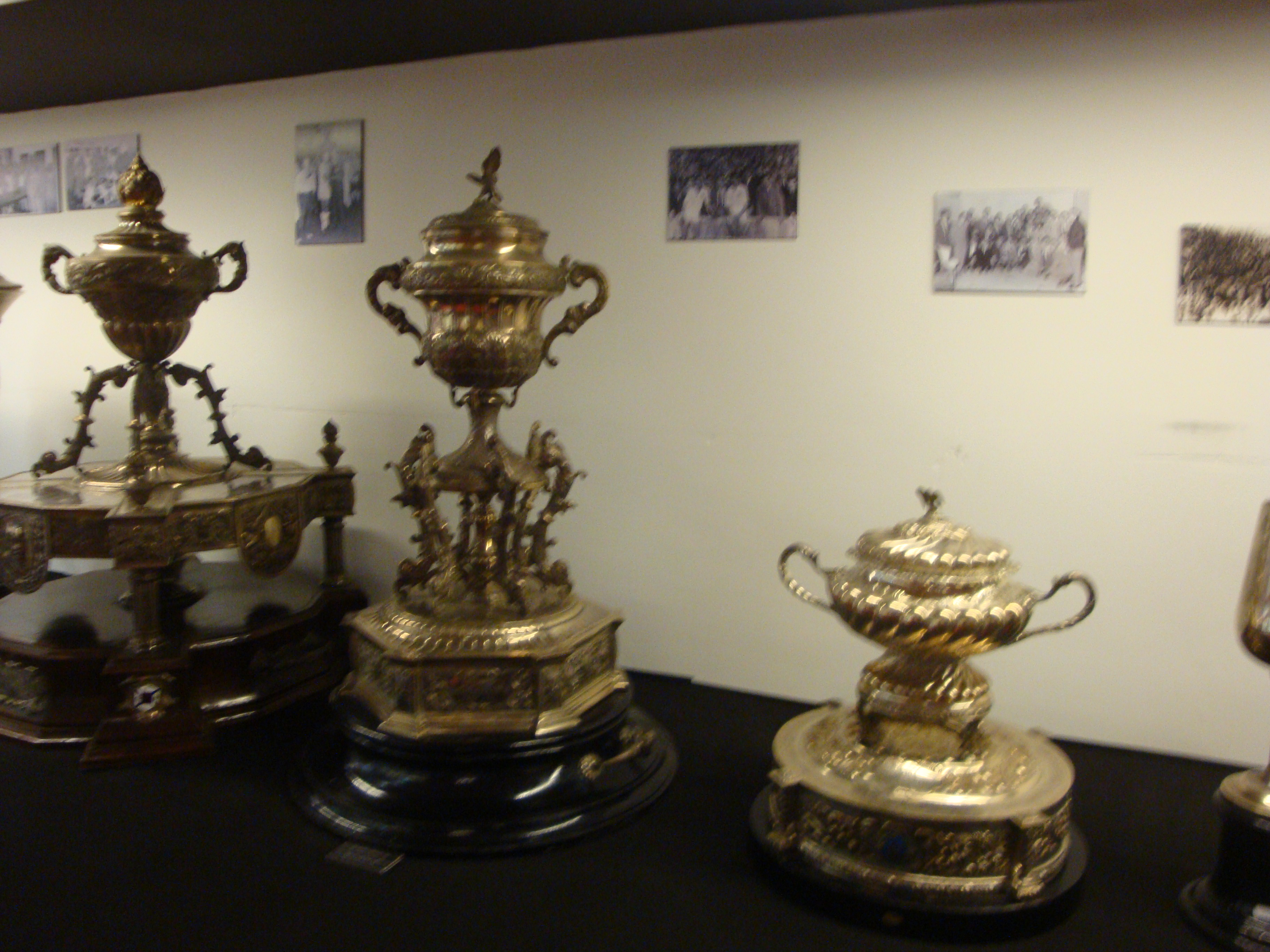
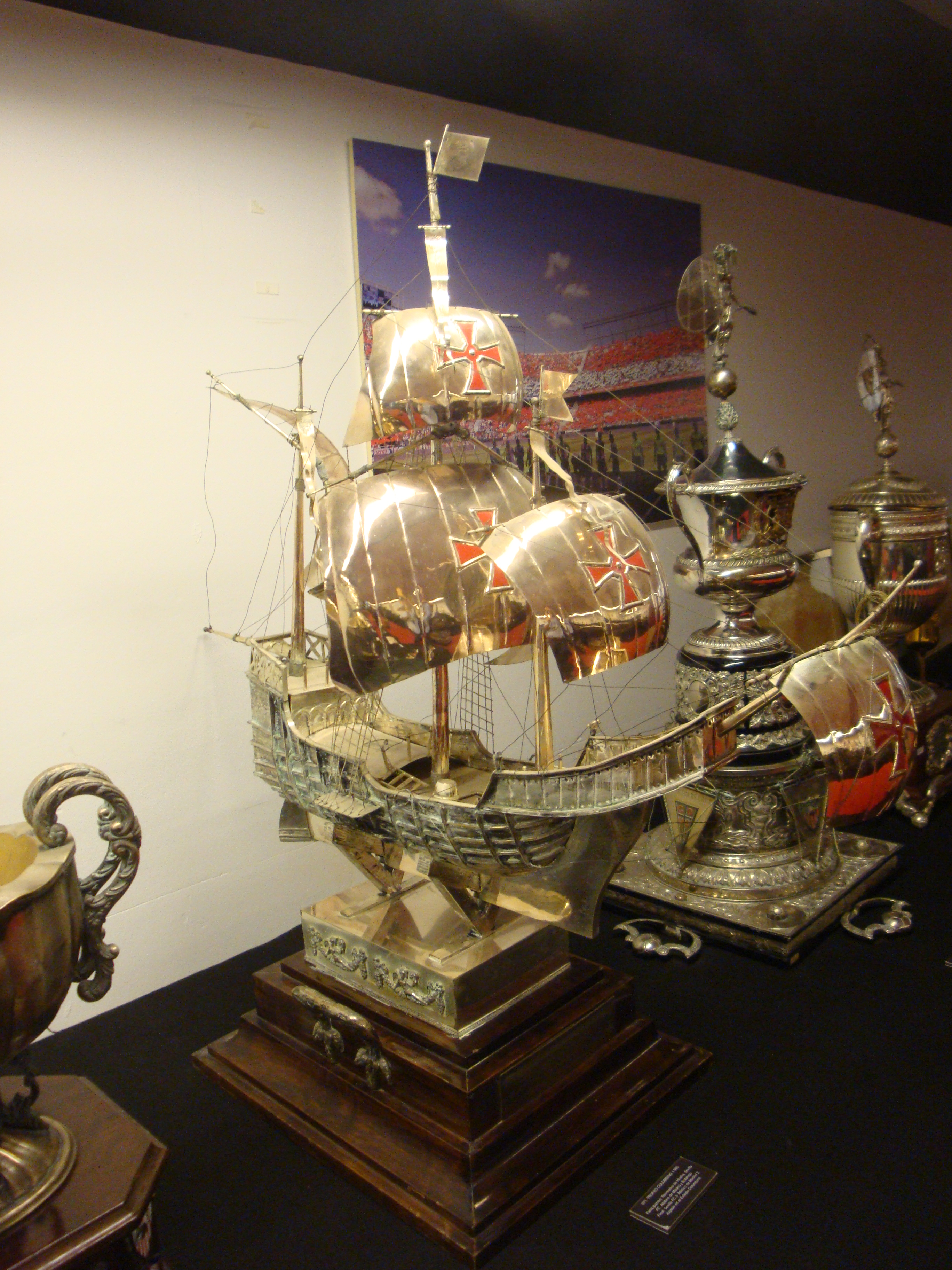
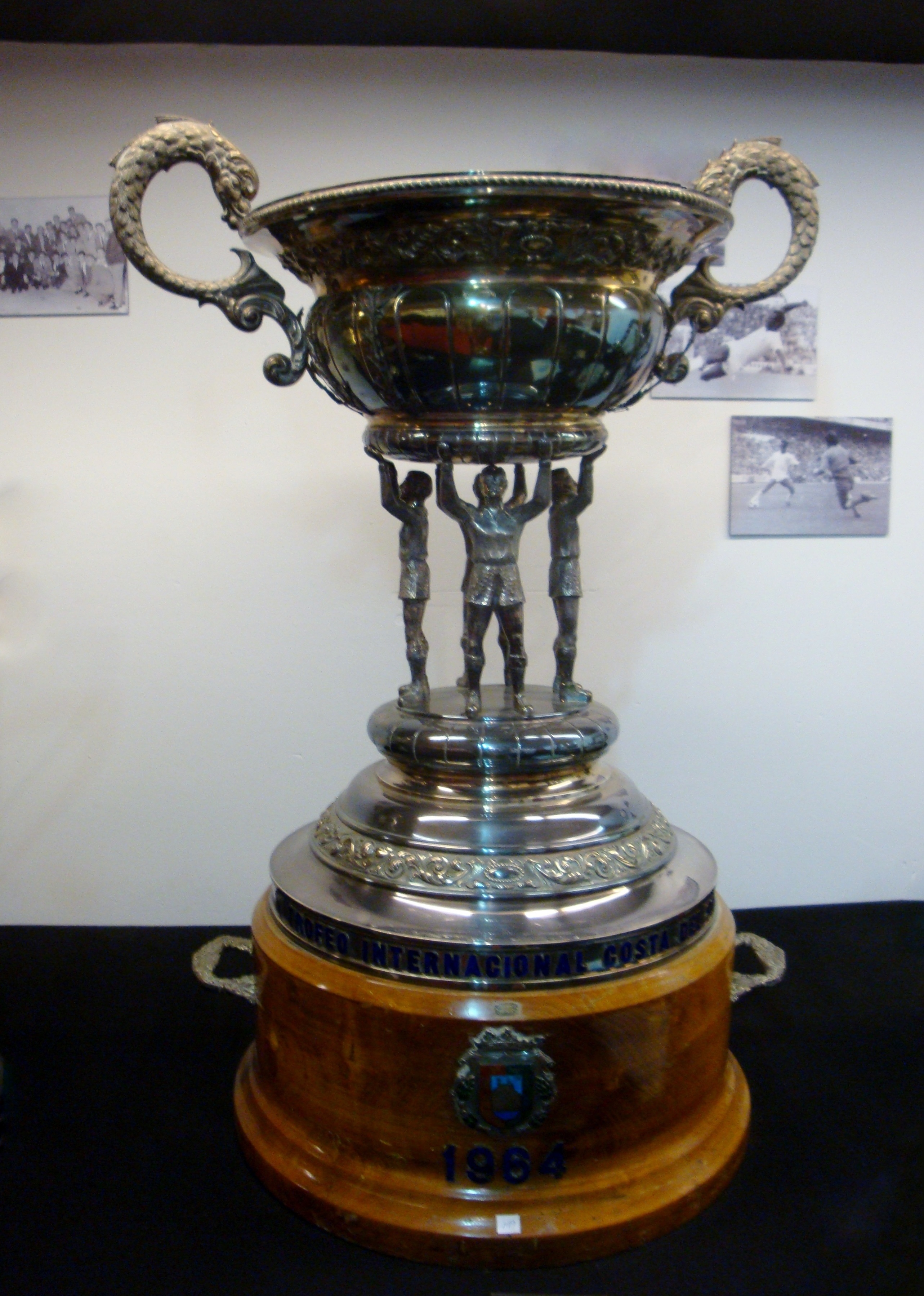
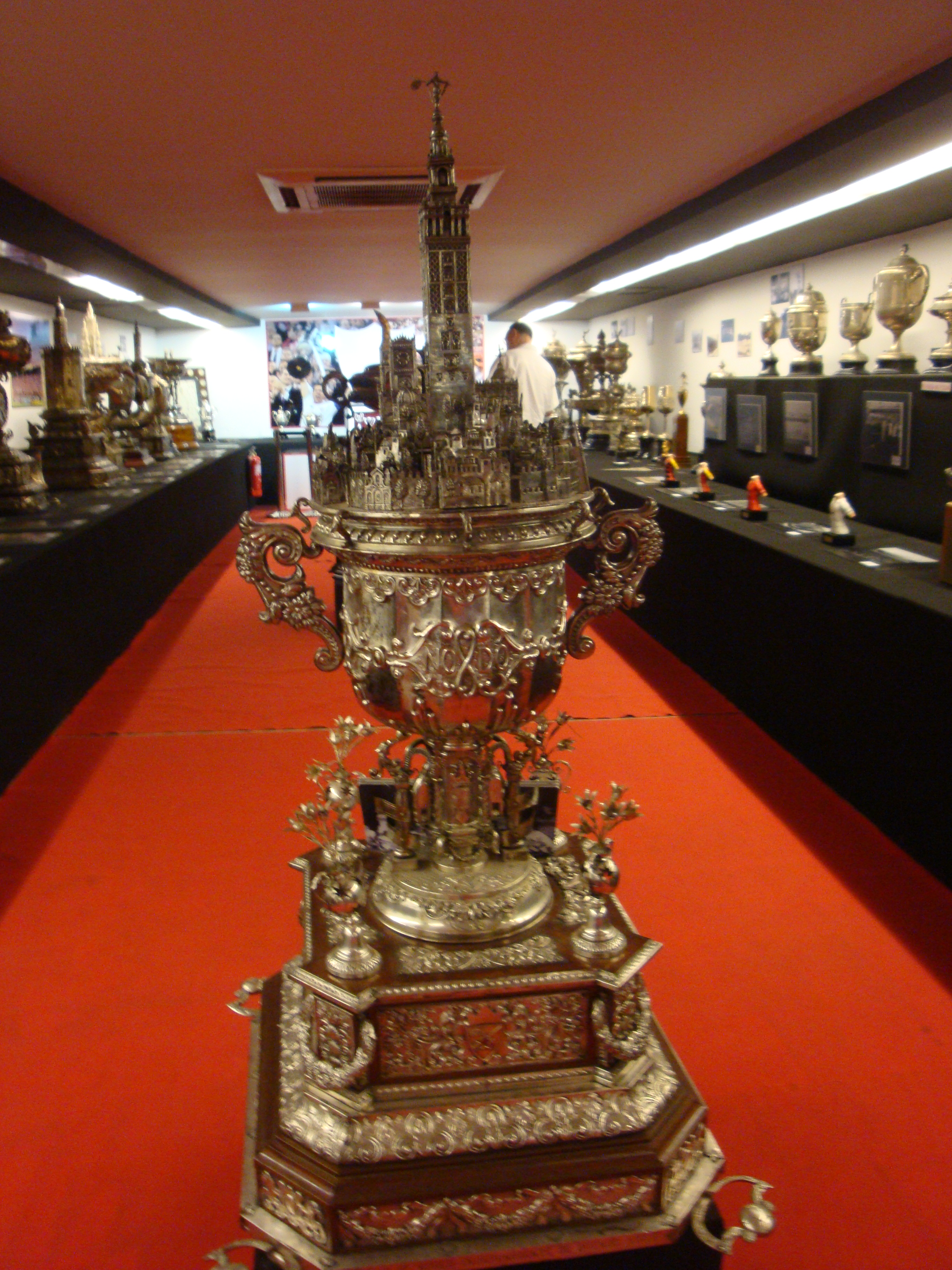